# Adolf Eberhard
Nicolas Adolphe (Adolf) Eberhard (Luxemburg-Stad, 1 juli 1896 – Koblenz, 9 december 1941) was een Luxemburgs kunstschilder en tekenaar.

## Leven en werk
Adolf of Ado Eberhard was een zoon van spoorwegbeambte Nicolas Eberhard en Marie Schumann. Hij werd opgeleid aan de Industrieschool en de École d'artisans de l'État (Ambachtsschool) in Luxemburg. Hij studeerde vanaf eind 1915 aan de Hogeschool voor de kunsten in Dresden, als leerling van Richard Müller en Ferdinand Dorsch. Na de Eerste Wereldoorlog voltooide hij zijn studie aan de École des beaux-arts in Nancy, als leerling van Victor Prouvé. Hij ging vervolgens aan het werk als docent. Hij nam in 1919 aan het meisjeslyceum in Esch-sur-Alzette tijdelijk de lessen over van de overleden Dominique Lang. In de periode 1920-1921 verving hij de zieke Jean-Pierre Lamboray aan het meisjeslyceum in Luxemburg-Stad. In 1923 kreeg hij een vaststelling aan de Industrieschool in Esch, in 1937 aan de ambachtsschool in Luxemburg-Stad.
Eberhard was aanvankelijk figuratief portretschilder, later legde hij zich toe op landschappen. Hij kreeg vooral bekendheid als tekenaar van het oude Luxemburg. Er werden twee series ansichtkaarten uitgegeven van zijn impressionistisch-naturalistische pentekeningen, de ene van de poorten in Luxemburg-Stad, de andere met karakteristieke Luxemburgse plekken. In 1915 exposeerde hij met Guillaume Serrig bij de Kunstverein Luxemburger Studenten. Hij werd lid van de kunstenaarsvereniging Cercle Artistique de Luxembourg en nam van 1921 tot 1935 deel aan de jaarlijkse salons.

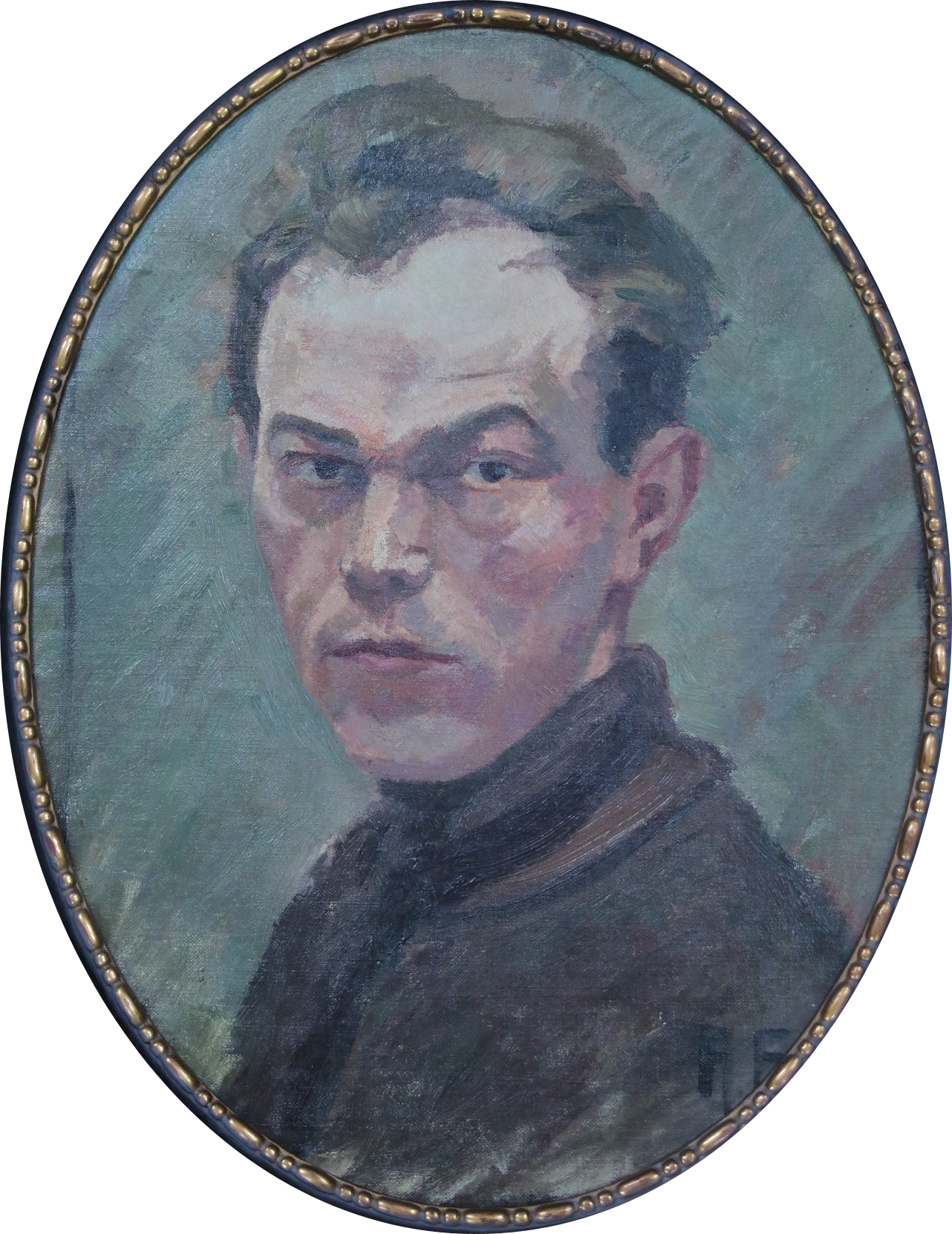
Zelfportret

Adolf Eberhard overleed op 45-jarige leeftijd aan een beroerte en werd begraven op de Cimetière Notre-Dame in Limpertsberg.
- Musée national d'archéologie, d'histoire et d'art: lkl000741